# Dobrojutro, more
Dobrojutro, more!, tradicijska je književna i kulturna manifestacija koja se od 1997. godine održava svakoga kolovoza u Podstrani u spomen na hrvatske književnike Josipa Pupačića, Dragu Ivaniševića, Juru Kaštelana i Nikolu Milićevića, kojima je poljički kraj bio zavičaj, i kao takav se odrazio u njihovim književnim djelima. Ime nosi po Pupačićevoj istoimenoj zbirci Dobrojutro more.
Pokretač ove manifestacije je Milan Vuković a organizira ju Općina Podstrana u suradnji s Društvom hrvatskih književnika. U sklopu ove manifestacije podupire se i umjetničko stvaranje mladih, raspisivanjem javnih natječaja za književno i likovno stvaralaštvo mladih. Održava se na lokacijama u portu u Svetom Martinu.

## Povijest
- 1997.

Plaketu "Dobrojutro, more 1997." dobio je Nikola Miličević.
- 1998.

Plaketu "Dobrojutro, more 1998." dobio je Ranko Marinković.
- 1999.

Plaketu "Dobrojutro, more 1999." dobio je Slavko Mihalić za trajan prinos hrvatskoj književnosti. 
- 2000.

Plaketu "Dobrojutro, more 2000." dobio je Dragutin Tadijanović za trajan prinos hrvatskoj književnosti. 
- 2001.

Plaketu "Dobrojutro, more 2001." dobio je Luko Paljetak.
- 2002.

Plaketu "Dobrojutro, more 2002." dobio je Miroslav Slavko Mađer.
Održala se od 3. do 5. kolovoza. Organizirali su je Općinsko poglavarstvo i DHK, a pokrovitelji su bili Ministarstvo kulture i Ministarstvo prosvjete RH.
Tema za učeničke radove, koju je 2001. je zadao Luko Paljetak, bila je "U moru leži more i ponekad se vraća na svoje staro mjesto".
Središnji događaj je bio pjesnički susret na ljetnoj pozornici u Staroj Podstrani. Sudjelovali su Jakša Fiamengo, Anđelko Novaković, Tonko Maroević, Luko Paljetak, Drago Štambuk, Igor Zidić, Nenad Valentin Borozan, Huan Octavio Prenz, Miroslav Mađer, Lidija Bajuk, Duško Gejić, Petar Opačić i Enes Kišević.
- 2003.

Plaketu "Dobrojutro more 2003." dobila je Vesna Parun za trajan prinos hrvatskoj književnosti. 
- 2004.

Plaketu "Dobrojutro, more 2004." dobio je Zlatko Tomičić.
- 2005.

Plaketu "Dobrojutro, more 2005." dobio je Milivoj Slaviček.
- 2006.

Plaketu "Dobrojutro, more 2006." dobio je Jakša Fiamengo.
Održala se od 3. do 5. kolovoza u Staroj Podstrani.
Središnji događaj je bila književna večer, na kojoj su se predstavili poznati tuzemni i inozemni pjesnici sa svojim najnovijim djelima. U sklopu manifestacije, bio je raspisan i natječaj za likovna i književna stvarateljstva mladih.
- 2007.

Održala se od 3. do 5. kolovoza. Nagrađeni pjesnik za tu godinu bio je Ante Stamać. 
Tema za učenike se zvala po stihovima Anđelka Novakovića "Ja sam moru rođendan". Pored škola iz Hrvatske, sudionice su bile i škole iz Slovenije, Mađarske, Italije i Izraela.
- 2008.

Plaketu "Dobrojutro, more 2008." dobio je Ivan Golub.
- 2009.

Plaketu "Dobrojutro, more 2009." dobio je Mirko Tomasović.
- 2010.

Plaketu "Dobrojutro, more 2010." dobio je Ivan Aralica.
- 2011.

Plaketu "Dobrojutro, more 2011." dobio je Tonko Maroević.
- 2012.

Plaketu "Dobrojutro, more 2012." dobio je Igor Zidić za trajan prinos hrvatskoj književnosti.
- 2013.

Plaketu "Dobrojutro, more 2013." dobio je Drago Štambuk za trajan prinos hrvatskoj književnosti.
- 2014.

Plaketu "Dobrojutro, more 2014." dobio je Petar Gudelj.
- 2015.

Plaketu "Dobrojutro, more 2015." dobio je Joja Ricov.
- 2016.

Plaketu "Dobrojutro, more 2016." dobila je Anka Petričević.
- 2017.

Plaketu "Dobrojutro, more 2017." dobio je Veselko Koroman.
- 2018.

Plaketu "Dobrojutro, more 2018." dobila je Nevenka Nekić
- 2019.

Plaketu "Dobrojutro, more 2019." dobio je Anđelko Vuletić
- 2020.

Plaketu "Dobrojutro, more 2020." dobio je Drago Čondrić
- 2021.

Plaketu "Dobrojutro, more 2021." dobio je Ivan Tolj
- 2022.

Plaketu "Dobrojutro, more 2022." dobio je Hrvoje Hitrec
- 2023.

Plaketu "Dobrojutro, more 2023." dobio je Ivan Rogić Nehajev
- 2024.

Plaketu "Dobrojutro, more 2024." dobila je Božica Jelušić
- 2025.

Plaketu "Dobrojutro, more 2025." dobio je Enes Kišević

## Vanjske poveznice
- Dobro jutro, more!  Arhivirana inačica izvorne stranice od 27. rujna 2007. (Wayback Machine)